# گروه عملیاتی مستقل سیلزی

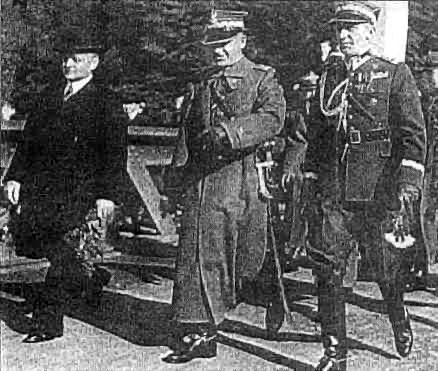
استاندار سیلزی میخال گراژیسکی به همراه مارشال ادوارد ریدز-اشمیگوی و ژنرال وادیسواو بورتنوفسکی در چسکی تیه‌شین; ۱۲ اکتبر ۱۹۳۸

گروه عملیاتی مستقل سیلزی (لهستانی: Samodzielna Grupa Operacyjna Śląsk) یک گروه عملیاتی نیروی زمینی لهستان بود که در سال ۱۹۳۸ برای اشغال زائولزی که جزئی از چکسلواکی بود تشکیل گشت.

## تشکیل
فرماندهی این گروه که از ادغام چندین واحد نیروی زمینی و نیروی هوایی لهستان تشکیل شده بود را ژنرال وادیسواو بورتنوفسکی به عهده داشت. در مجموع ۳۵٬۹۶۶ سرباز و افسر لهستانی در اشغال زائولزی نقش داشتند.
عمده نفرات این گروه را سربازان لشکر ۴ پیاده‌نظام لهستان تشکیل می‌دادند اما نفراتی از لشکرهای ۱۴، ۱۵، ۱۶، ۲۳ و ۲۵ پیاده‌نظام، لشکر ۲۱ کوهستانی لهستان و دو هنگ سواره‌نظام به نام‌های تیپ سواره نظام ویلکوپولسکا و تیپ سواره نظام پومرانی نیز در آن حضور داشتند.

## اشغال زائولزی

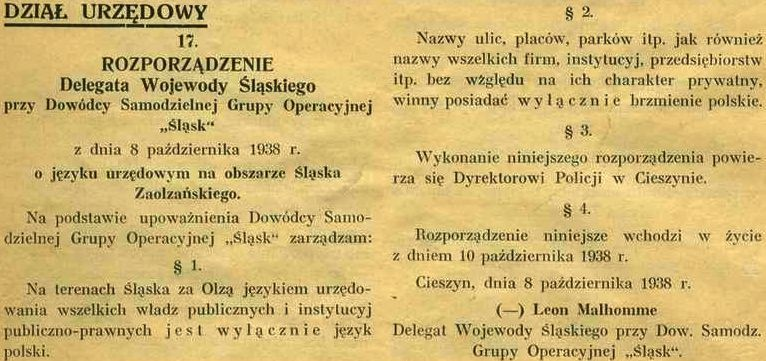
فرمان حکومتی صادره از جانب لئون مالهوم که زبان لهستانی را تنها زبان رسمی ناحیه چسکی تیه‌شین اعلام می‌نماید.

گروه عملیاتی مستقل سیلزی پس از تشکیل در مرز میان لهستان و چکسلواکی مستقر گشت. با شروع بحران ناشی از معاهده مونیخ در چکسلواکی دولت لهستان تهدید کرد که اگر چکسلواکی ناحیه زائولزی را به لهستان ندهد دست به اقدام نظامی خواهد زد. در اثر این فشار دولت چکسلواکی تسلیم گشت و گروه عملیاتی مستقل سیلزی فرایند اشغال را از ۲ تا ۱۱ اکتبر ساماندهی کرد.

## انحلال
با پایان عملیات در ۹ دسامبر ۱۹۳۸ به گروه عملیاتی مستقل سیلزی دستور داده شد تا ناحیه را ترک کنند و پس از آن این گروه منحل گشت.